# Ем
Вагоны метрополитена типа Ем и их модификации выпускались в 1967—1980 годах для Ленинградского и Московского метрополитенов.

## Вагоны типов Ема/Ем/Емх
Вагоны типа Е имели изменённое по сравнению с вагонами типа Д расстояние между боковыми раздвижными дверями и поэтому не подходили для станций закрытого типа Ленинградского метрополитена. Кроме того, вагоны типа Е не были оборудованы системой автоведения для более точной остановки на таких станциях.
В связи с этим Мытищинский машиностроительный завод перепроектировал вагоны типа Е, создав три новых типа вагонов:
- головные вагоны типа Ема (заводское обозначение 81-705) — оборудованы аппаратами автоведения системы ПМСАУП и устройствами приёма сигналов от путевых датчиков;
- хвостовые вагоны типа Емх (заводское обозначение 81-706) — имеют только устройства для включения и выключения аппаратов автоведения головных вагонов;
- промежуточные вагоны типа Ем (заводское обозначение 81-704).

На данный момент являются самыми старыми единицами подвижного состава из ныне эксплуатирующихся с пассажирами в СНГ.

### Выпуск и эксплуатация
Опытный состав из головного вагона Ема № 3704, промежуточных вагонов Ем № 3701, 3702 и хвостового вагона Емх № 3705 был изготовлен заводом в декабре 1966 года. Он поступил в депо «Автово» Ленинградского метрополитена и испытывался в первой половине 1967 года. После этого в том же году Мытищинский машиностроительный завод изготовил партию вагонов: 17 типа Ем (№ 3706—3712, 3725—3734), 10 типа Ема (нечётные из номеров 3713—3724, 3735—3742) и 11 типа Емх (чётные из номеров 3713—3724, 3735—3742 и № 3743). Электрическая схема этих вагонов соответствовала чертежу № ОТД-354-747. Вместо контроллера машиниста КВ-47А на них был установлен контроллер КВ-55А; вместо электродвигателей компрессоров ДК-408А были применены электродвигатели ДК-408В (как и на части вагонов типа Е с № 3504 и на всех вагонах с № 3518). Для возможности управления вагонами типов Ема и Емх одним машинистом в их кабинах были установлены педали безопасности.
В апреле 1968 года по чертежам Мытищинского машиностроительного завода Ленинградский вагоностроительный завод им. И. Е. Егорова изготовил свой первый моторный вагон Ем № 3744 (впоследствии этим же заводом был модернизирован в Ем-501М), наладивший затем серийное производство вагонов типов Ем, Ема и Емх. Всего Мытищинский и Ленинградский заводы построили 149 вагонов типа Ем, 31 типа Ема и 33 типа Емх.
Тележки для вагонов типов Ем, Ема, Емх, выпускавшихся заводом им. И. Е. Егорова, изготовлял Мытищинский машиностроительный завод. Так как в апреле 1970 года Мытищинский завод перешёл на выпуск вагонов типа Еж, то и под вагоны типов Ем, Ема и Емх Ленинградского завода стали с этого времени подкатывать серийные тележки вагонов типа Еж с одновременной установкой воздухораспределителей № 337.004. С такими тележками были выпущены вагоны типа Ем № 3892—3893, 3895, 3897—3904, типа Ема № 3929, 3933, 3935, 3937, типа Емх № 3930, 3932, 3934, 3936, 3938. Масса вагонов типов Ем составила 32,2 т.
Вагоны типов Ем, Ема и Емх были направлены в депо «Автово» Ленинградского метрополитена и стали обслуживать открывшуюся в ноябре 1967 года Невско-Василеостровскую линию, а затем и Кировско-Выборгскую линию, заменив на ней вагоны типов Г и Д.
В связи с различиями в электрических схемах управления тяговыми электродвигателями в тормозном режиме и в цепях дверной сигнализации у вагонов типов Ем (Ема, Емх) и Е совместная работа их в одном составе без дополнительного переоборудования невозможна.
В процессе эксплуатации вагон типа Емх № 3742 был переоборудован в габаритный вагон, вагон типа Емх № 3743 — в тренажёр, вагон типа Ем № 3875 — в вагон-дефектоскоп, вагон типа Ем № 3762 — в грузовой. В 1993 году вагон типа Ем № 3748 был переоборудован заводом имени И. Е. Егорова в вагон с реостатно-тиристорно-импульсным регулированием тяговых электродвигателей. При этом была ликвидирована кабина управления. Вагон получил наименование «Ритор», новый номер 11342 и новое заводское обозначение 81-561, а в 2005 году был переоборудован в контактно-аккумуляторный электровоз, и отправлен в Казань.
До 1998 года вагоны Ем эксплуатировались на второй линии (переданы в депо «Невское»), до 2015 года — на третьей линии.

### Конструкция
У вагонов всех трёх типов были сохранены кабины управления. Изменение расстояний между осями дверных проёмов, уменьшение промежутка между ними и диванами пассажирского салона, увеличение длины кузова до 18 810 мм (длина вагона по осям автосцепок возросла до 19 210 мм) позволили увеличить число мест для сидения до 42. Тележки у опытных вагонов типов Ем, Ема и Емх были такие же, как и у вагонов типа Е постройки 1966 года. Сохранилось также основное электрическое оборудование вагонов; в цепи тяговых электродвигателей был добавлен лишь дополнительный резистор для смягчения тормозного усилия при переходе с торможения на выбег, что повлекло за собой установку дополнительного линейного контактора, размещённого в новом ящике ЛК-756А, и изменение пуско-тормозных резисторов, которые получили обозначение КФ-47А-1. При этом резисторы ослабления возбуждения были включены в комплект с пуско-тормозными резисторами.
Введение в цепи управления тяговыми электродвигателями дополнительных кулачковых элементов, необходимых при работе вагонов в режиме автоведения, привело к изменению реостатного контроллера и переключателя положений, получивших обозначения соответственно ЭКГ-17В и ЭКГ-18В. По той же причине вместо контроллеров машиниста КВ-40А были применены контроллеры КВ-47А; ящики с реле и электромагнитными контакторами получили новые обозначения соответственно ЯР-15А и ЯК-35А.
На опытных вагонах вместо аккумуляторной батареи 56НКН-45 была поставлена батарея большей ёмкости 56НКН-60. В отличие от вагонов типа Е подзаряд аккумуляторных батарей на новых вагонах был регулируемым. Он осуществлялся через резисторы, шунтировавшие лампы освещения, с уменьшённым с 350 до 198 Ом сопротивлением и обмотки подмагничивания тяговых электродвигателей, что вызвало изменения в ящиках с резисторами и электромагнитными контакторами вспомогательных электроцепей, которые получили новые наименования соответственно ЯС-35А и ЯК-4К-5.
Вагоны типа Ем опытного состава имели дополнительно 16 поездных проводов управления, необходимых для автоведения, а на вагонах типов Ема и Емх была дополнительно установлена радиостанция ЖР-ЗМ.
Электрическая схема опытных вагонов была выполнена по чертежу № ОТД-354-629. Пневматическое оборудование опытного состава отличалось от оборудования состава из вагонов типа Е только наличием дополнительного авторежима на головных вагонах.

### Интерьер вагонов

#### Кабина машиниста
Каждый вагон Ем при выпуске имел кабину машиниста с одной стороны, отделённую от салона перегородкой с дверью по центру, у которой окно всегда заделано, чтобы пассажиры не отвлекали машиниста (у более поздних модификаций дверь окна не имеет), однако если состав был сформирован из нечётного числа вагонов, в нём кабина машиниста одного из средних вагонов могла быть повёрнута лицом к пассажирской торцевой стене другого, что позволяло пассажирам частично разглядеть её оборудование. В передней части кабины по центру расположена торцевая дверь со стеклом, по бокам от неё имеется два лобовых стекла. Пульт управления расположен в правой части напротив правого окна. Слева от пульта на специальном возвышении установлена рукоятка контроллера, справа — тормозные краны. Напротив пульта управления слева от двери находится рычаг стояночного тормоза (так называемый «горный тормоз»). Дверь для входа в кабину расположена слева.
- Общий вид сзади
- Общий вид справа

#### Пассажирский салон
Пассажирский салон имеет с каждой стороны по 4 автоматических двустворчатых раздвижных двери для входа и выхода пассажиров, между дверными проёмами вдоль центрального прохода установлены мягкие диваны лицом к центру и спинками к окнам. Диваны в проёме между автоматическими дверями — шестиместные, в торцевой части напротив узких окон с противоположной стороны от кабины — трёхместные.
Потолок вагона состоит из трёх частей — центральной и двух заниженных боковых, и имеет решётки естественной вентиляции на границе боковых частей. На потолке вдоль салона размещаются по три ряда круглых плафонов с лампами накаливания — один по центру и два по краям. Впоследствии лампы накаливания при модернизации были заменены на светодиодные. К потолку вагонов над сиденьями крепятся поручни. Стены вагонов первоначально обклеивались линкрустовыми обоями жёлтого цвета (заводское обозначение вагонов — 81-705/704/706, или Ема/Ем/Емх), который впоследствии был заменён на белый или светло-серый пластик (заводское обозначение вагонов — 81-502/501/503, или Ема-502/Ем-501/Емх-503). Боковые окна в пространстве между дверями снабжены сдвижными форточками. Вагоны снабжены переговорными устройствами связи пассажир-машинист, расположенными по бокам от дверных проёмов.
- Салон с линкрустовыми стенами и лампами накаливания
- Салон с пластиковыми стенами и светодиодными лампами

## Вагоны типов Ема-502/Ем-501/Емх-503
Ленинградский вагоностроительный завод им. И. Е. Егорова, выпуская вагоны типов Ем, Ема, Емх по чертежам Мытищинского машиностроительного завода, одновременно вёл некоторую переработку этих чертежей в части конструкции кузова. В ноябре 1969 года завод имени Егорова изготовил по изменённым чертежам опытный вагон Ем-501 № 3894. У нового вагона была значительно улучшена внутренняя отделка, под вагон подкатили тележки с неусиленными рамами, на нём было применено электрическое и пневматическое оборудование вагонов типа Ем.
В 1971 году завод имени И. Е. Егорова перешёл на выпуск для Ленинградского метрополитена вместо вагонов типов Ема, Ем и Емх промежуточных вагонов типа Ем-501 (заводское обозначение 81-501), головных вагонов типа Ема-502 (81-502) и хвостовых типа Емх-503 (81-503) с кузовами, как у вагона № 3894, но имевшими в отличие от последнего выше подоконного пояса три гофра вместо двух. Такие вагоны выпускались с усиленными тележками вагонов типа Еж.
Всего за период 1969—1975 годов завод имени Егорова изготовил 202 вагона типа Ем-501, 80 типа Ема-502 и 22 типа Емх-503. Изготовление вагонов типа Ем-501 продолжалось до 1978 года, а типа Ема-502 — до 1980 года включительно. Головных вагонов типа Ема-502 можно использовать и в качестве промежуточных при необходимости, если отсутствуют промежуточные вагоны типа Ем-501.
Вагоны типа Емх-503 с 1973 года не выпускались, так как в связи с некоторыми изменениями в системе автоведения в голову и хвост составов начали ставить два одинаковых головных вагона типа Ема-502. Для удобства размещения поездных устройств автоведения и радиооборудования эти вагоны, как и вагоны типов Ечс и Еж3, оборудовались отсеками вместо шкафов. Вагоны типов Ем-501 (с № 6252) и Ема-502 (с № 6313) выпускались с электрической схемой резервного управления поездом, выполненной по ленинградскому варианту. При этом принципиальная электрическая схема вагонов стала соответствовать новому чертежу № ОТД-355-029. В дальнейшем схемой резервного управления поездом по ленинградскому варианту были оборудованы все ранее построенные вагоны типов Ема, Ем и Емх.
Выпущенные в декабре 1973 года два вагона типа Ема-502 № 6313—6314 в 1974 году в депо «Автово» Ленинградского метрополитена были оборудованы комплексной системой автоматического управления поездами (КСАУП), включающей системы автоведения и автоматического регулирования скорости (АРС). В отличие от комплексной системы, установленной на вагонах типа ЕжЗ, на этих вагонах системы автоведения и АРС имели общую исполнительную аппаратуру управления поездом, а также созданную по иным принципам аппаратуру сравнения заданной и фактической скоростей движения поезда.
В связи с отсутствием на вагонах типов Ем-501 и Ема-502 тиристорно-импульсного регулирования возбуждения тяговых электродвигателей, применяемого на вагонах типа Еж3 и способствующего эффективному торможению под управлением АРС независимо от скорости движения, в функцию КСАУП входило ограничение тормозного эффекта при высоких скоростях для предотвращения кругового огня по коллекторам тяговых электродвигателей. В отличие от САММ, остановка поездов при КСАУП осуществлялась с помощью так называемых активных датчиков, получавших команды с центрального пункта.
С января 1974 года часть, а с середины 1975 года — все вагоны (начиная с № 6558) типов Ема-502 и Ем-501 выпускались оборудованными системой КСАУП.
На первых вагонах типа Ем-501 питание цепей управления и систем автоматики (в том числе и автоведения) обеспечивала общая аккумуляторная батарея 56НКН-60, позднее (на вагонах с № 6031) вместо неё устанавливалась батарея 56НКН-80.
В 1971—1972 годах завод им. И. Е. Егорова выпускал для Ленинградского метрополитена вагоны типов Ема-502, Ем-501 и Емх-503, оборудованные системой автоведения ПМСАУП. По мере продления Московско-Петроградской линии эти вагоны направлялись в депо «Автово», а затем в открытое в начале 1973 года депо «Московское». Вагоны типов Ема-502 и Ем-501 выпуска 1973—1975 годов также поступили в депо «Автово» в основном для эксплуатации на Кировско-Выборгской линии, оборудованной КСАУП.
С августа 1973 года на всех вагонах типов Ема-502, Ем-501, Ем-508Т с № 6290 (кроме вагонов № 6301, 6326, 6332—6333, 6336) устанавливались усиленные пружины центрального рессорного подвешивания, а с 1974 года на вагонах № 6382—6385, 6393—6395, 6397 и выше — малогабаритные крышки букс, как на вагонах типа Еж3. Для удобства расположения приёмных катушек АРС под вагоны с № 6437 подкатывались тележки с изменённым, как и на вагонах типа Еж3, расположением оттормаживающих пружин колодок.
Вагоны типов Ема-502, Ем-501 и Емх-503 можно сцеплять только с вагонами типов Ема, Ем и Емх. Однако после небольшой модификации в оборудовании эти вагоны можно сцеплять с вагонами типа Е, Еж, Еж1. Подобным образом были модифицированы вагоны Тбилисского и Киевского метрополитенов. Вагон типа Ема-502 № 6373 был переделан на Ленинградском метрополитене в лабораторию АРС. Вагоны типа Ема-502 эксплуатируются в Тбилисском метрополитене с момента их поступления в эксплуатацию по настоящее время, но в качестве модернизорванных вагонов. Им приписали заводское обозначение Ема-502М. Вагоны в Тбилиси используются как головные, так и промежуточные.
На Сабурталинской линии используются промежуточные вагоны Ема-502М вместе с 81-717М/714М, но в окраске схожая с 81-71М.
В отличие от вагонов 81-717М/714М на базе 81-71М, у этих есть система видеоинформирования пассажиров, видеонаблюдение в вагонах, новые головные маски оригинального пройзводства, новый пульт управления и серо-чёрно-белая окраска. (В промежуточных вагонах для Сабурталинской линии нет видеонаблюдения и системы видеоинформирования.)
Два немодернизированных вагона находятся на консервации в депо ТЧ-1 «Глдани» и станут музейными вагонами Тбилисского метрополитена.
- Электропоезд с фиолетовым вагоном Ема-502 с двойными буферными фонарями в Киеве
- Вагон Ема-502 № 7182 с модернизированной в качестве эксперимента лобовой частью в Киеве

## Вагоны типов Ем-508/509
В 1970—1973 годах завод им. И. Е. Егорова строил вагоны типов Ем-508 и Ем-509 (заводские обозначения 81-508, 81-509) для Московского метрополитена. Всего был выпущен 171 вагон типа Ем-508 и 62 вагона типа Ем-509.
Эти вагоны имеют кузова по типу вагонов Ема-502 серийного производства, усиленные тележки, электрическое и пневматическое оборудование, аналогичное применяемому на вагонах типа Еж. Вагоны типа Ем-508 — промежуточные, а типа Ем-509 — головные, дополнительно оборудованные радиостанцией ЖР-ЗМ и шкафами для размещения аппаратуры автоведения и радиовещания. Два вагона типа Ем-508 № 3943 и № 3949 выпуска 1970 года были изготовлены, как вагоны типа Еж № 5103—5108 и ряд других, с цельнометаллическими колёсными центрами. Все вагоны типов Ем-508 и Ем-509 имеют межвагонные дополнительные провода системы автоведения. Первоначально они изготавливались с электрической схемой, выполненной по чертежу №ОТД-354-899. В 1972—1973 годах вагоны типов Ем-508 (с № 6129) и Ем-509 (с № 6144) выпускались, как и вагоны типа Ем-501, с улучшенной отделкой салона и новой электрической схемой (чертёж №ОТД-354-928).
Все вагоны типов Ем-508 и Ем-509 были направлены на те линии Московского метрополитена, где работали вагоны типов Еж и Е. Как и эти вагоны, они оборудовались схемой резервного управления поездом по московскому варианту. Для работы на открытых участках Филёвской линии было переоборудовано 36 вагонов типа Ем-508 и 18 вагонов типа Ем-509, из которых вагоны № 3971—3975 данную модернизацию прошли ещё в конце 1970-х годов.
В 1983 году и позже незначительное количество вагонов типов Ем-508 и Ем-509 вместе с вагонами типа Еж было передано в Бакинский метрополитен.
На Московском метрополитене вагон Ем-509 № 6145 приписанный к депо «Планерное» впоследствии стал использоваться в качестве сопровождения грузового. В 1972 году на вагоне типа Ем-508 № 3941 в депо «Северное» Московского метрополитена для увеличения пассажирского помещения была демонтирована кабина машиниста; для производства манёвров были сохранены необходимые устройства, вмонтированные в шкафы, расположенные под лобовыми окнами. Вагоны типов Ем-508, Ем-509 можно включать в составы, сформированные из вагонов типов Е и Еж.

## Вагоны типа Ем-508Т
В 1974 году завод имени Егорова начал изготовлять для Московского метрополитена вагоны типа Ем-508Т (заводское обозначение 81-508Т), которые отличались от вагонов типа Ем-508 тем, что на них было применено подвагонное электрическое и пневматическое оборудование, в том числе и тяговые электродвигатели ДК-116А, вагонов типа Еж3. Вагоны типа Ем-508Т стали эксплуатироваться как промежуточные с головными вагонами типа Еж3, имеющими устройства комплексной системы автоматики. Аккумуляторная батарея 16НКН-80 (12В) для питания АРС на этих вагонах отсутствует, а вместо двухъярусного ящика для основных аккумуляторных батарей применяется серийный одноярусный ящик с батареей 56НКН-80. Кабинное оборудование вагона типа Ем-508Т такое же, как у вагонов Ем-508, за исключением контроллеров машиниста КВ-40А-4 и блока управления БУ-13 тиристорным агрегатом РТ 300/300А. На вагонах типа Ем508Т № 6412, 6414 и последующих номеров с целью унификации с вагонами типа Еж3 были установлены контроллеры машиниста КВ-66А, приспособленные для поворота главной рукоятки в горизонтальной плоскости.
До 1975 года все вагоны Ем-508Т поступали на Московский метрополитен, затем было выпущено несколько пятивагонных составов к открытию Холодногорско-Заводской линии Харьковского метрополитена. Вагоны этого типа завод им. И. Е. Егорова изготавливал до 1979 года включительно. К 2020 году все вагоны Ем-508Т в Московском метрополитене, кроме формирующих тематический состав «Новогодний», были выведены из пассажирской эксплуатации.
С августа 1973 года на всех вагонах типов Ема-502, Ем-501, Ем-508Т с № 6290 (кроме вагонов № 6301, 6326, 6332—6333, 6336) устанавливались усиленные пружины центрального рессорного подвешивания, а с 1974 года на вагонах № 6382—6385, 6393—6395, 6397 и выше — малогабаритные крышки букс, как на вагонах типа Еж3. Для удобства расположения приёмных катушек АРС под некоторые вагоны с № 6410 и под все вагоны с № 6437 подкатывались тележки с изменённым, как и на вагонах типа Еж3, расположением оттормаживающих пружин колодок.
На вагоне типа Ем-508Т № 6523, выпущенном в мае 1975 года, претерпела изменение рама кузова вагона: её хребтовые балки в концевых частях были выпрямлены и изготовлены из того же профиля, что и у поперечных балок; изменилось и крепление к раме стоек каркаса кузова и нижнего пояса обшивки. Масса рамы кузова уменьшилась на 500 кг. Вагон № 6523 поступил в опытную эксплуатацию на Московский метрополитен в депо «Планерное».
- Электропоезд из вагонов Еж3/Ем-508Т в Московском метрополитене
- Салон модернизированного вагона Ем-508Т

## Вагоны типов Ема-502М/Ем-501М
С 2001 года ЗАО «Вагонмаш» приступил к модернизации и обновлению вагонов Ема, Ем, Ема-502 и Ем-501, работающих в Петербургском метрополитене. В начале процесса обновления вагонов с них было полностью демонтировано всё электро- и пневмооборудование. Металл кузова был очищен от различных загрязнений, ржавчины и старого лакокрасочного покрытия. Затем были проведены исследования с измерением толщины металла, состояния несущих конструкций рам, стоек боковин и крыш, отремонтированы металлические части обшивки кузова. Элементы несущих конструкций рам и кузова, потерявшие устойчивость или геометрические размеры, были вырезаны и заменены. После дефектоскопии и замены деформированных деталей кузов был покрыт вибродемпфирующей мастикой и лакокрасочными материалами.
Стены пассажирских салонов модернизированных вагонов облицованы трудногорючим декоративным пластиком, потолок — металлопластом. На полу вагонов уложен линолеум петербургской фирмы «Искрасофт». На потолке установлены новые светильники с керамическими патронами (впоследствии заменённые на LED-модули). В промежуточных метровагонах ликвидированы кабины машинистов, что позволило увеличить пассажировместимость составов. На месте отсутствующих кабин установлены небольшие ящики с оборудованием для маневровой работы вагонов.
В фарах головных модернизированных вагонов метро установлены галогенные лампы усиленного света и блоки питания фар. Вагоны оборудованы блоками противоскатывания, полностью заменены механизмы дверей на новую конструкцию роликового типа, также заменены сами двери. Отремонтированы торцевые распашные двери с заменой замковой группы на замки с дистанционным управлением защёлкой. Форточки окон заменены на новые откидного типа. Стёкла салона отремонтированы с заменой наличников и уплотнительной резины. Автосцепка подверглась дефектоскопированию и ремонту с полной заменой замковой группы. Полностью заменены резиновые элементы, соединительные рукава. Проведён ремонт электроконтактных коробок с заменой проводов. На модернизированных метровагонах установлены новые шпинтонные рамы, в которых учтены и устранены недостатки рам электровагонов, находящихся в эксплуатации.
На вагонах Ема-502М и Ем-501М смонтированы новые трубопроводы и заменены кондуиты для прокладки соединительных проводов с заменой старых проводов марки ПС или ПВ на новые марки ПГРО. Старые аккумуляторные деревянные ящики заменены на новые металлические серии ЭО31 или ЭО34. Выполнена ревизия и проведён ремонт аппаратной части электрооборудования. Смонтирована быстродействующая защита вспомогательных высоковольтных цепей вагонов. Обеспечена возможность оснащения модернизированных вагонов поездной аппаратурой комплексной системы Движение и их совместимость с немодернизированным подвижным составом.
Всего таким образом за период 2001—2003 гг. было модернизировано 30 вагонов Ем, и они поступили в эксплуатацию на Невско-Василеостровскую линию. Головным и промежуточным вагонам были присвоены заводские обозначения — 81-502М и 81-501М. По мере обновления парка Невско-Василеостровской линии, к 2015 году все 30 вагонов были переданы на Кировско-Выборгскую линию для эксплуатации в качестве промежуточных.
С 2006 года была возобновлена модернизация вагонов Ема-502 и Ем-501, работающих на Кировско-Выборгской линии. В процессе обновления в вагонах заменялись узлы электрооборудования. Экстерьер и интерьер вагонов тоже претерпел изменения. Точнее — унификацию с параллельно обновляемыми вагонами типа 81-717/714, 81-540/541. Снаружи удалялись молдинги и водоотводные желоба. Салоны вагонов отделывались пластиком производства компании «Красноярские машиностроительные компоненты». Установлены антивандальные сиденья — часть вагонов, проходивших модернизацию на Петербургском трамвайно-механическом заводе (ПТМЗ), оснащена чебоксарскими сиденьями. В промежуточных вагонах так же удалены кабины машинистов, вместо них в торцах салонов установлены ящики с оборудованием для маневровой работы. Лампы накаливания освещения салона были постепенно заменены на светодиодные светильники. Вагоны Ема-502 и Ем-501, прошедшие модернизацию на ЗАО «Вагонмаш», помимо заводских обозначений получили обозначения ЕмаВ.1 и ЕмВ.1, соответственно.

## Вагоны типа Ема-502М Тбилисского метрополитена
В 2018—2019 годах 27 из 29 вагонов Ема-502 Тбилисского метрополитена прошли модернизацию на заводе по ремонту электроподвижного состава (ЗАО «ЗРЭПС», ныне ВРК — вагоноремонтный комплекс), получив обозначением Ема-502М. Ранее данный завод модернизировал вагоны Еж3/Ем508Т и 81-717/714 по чешскому образцу, аналогично пражским вагонам 81-71М, переоборудованным из 81-717.1/714.1, которые получили обозначение Еж3М и 81-717М/714М, соответственно.
Как и у предшественников, модернизация включает в себя замену электрооборудования, радикальное изменение отделки и оборудования салона и кабины машиниста, замену кабины машиниста у головных вагонов и внешнего вида вагонов, при этом все вагоны были перекрашены в серо-красно-белую расцветку в нескольких вариантах. У вагонов, используемых в качестве головных, была установлена новая стеклопластиковая маска наклонной формы, а у вагонов, модернизированных в промежуточные, кабина машиниста была ликвидирована и её пространство стало использоваться под пассажирский салон.
По сравнению с вагонами Еж3М и 81-717М вагоны получили новую модифицированную форму лобовой части — вместо прямой она стала наклонной с удлинением внизу и переходящим в крышу загибом наверху, по бокам перед основными окнами у удлинённой маски появились узкие треугольные окна. Лобовое стекло стало занимать большую часть высоты кабины, стеклоочистители стали значительно больше по высоте, а передняя панель над фарами была ликвидирована. Блоки фар получили трапециевидную форму с закруглением вместо нижних внешних углов и стали утоплены в корпус под лобовое стекло, при этом вместо прямоугольных они стали включать две основные круглые светодиодные фары, расположенные под диагонали, и изогнутые световые линии в форме дуги под ними. Как и у вагонов Еж3М и 81-717М второго поколения (образца 2017 года), двери у кабины имеются не только по левому, но и по правому борту. Также в дополнение к большим зеркалам, вынесенным вперёд перед кабиной аналогично Еж3М и 81-717М, по бокам за окнами кабины машиниста были установлены видеокамеры контроля дверей.
В салоне были установлены центральные световые линии из светодиодных светильников, пластиковые диваны с индивидуальными кожаными сидушками и спинками синего цвета и металлические серебристые поручни, включая как вертикальные и горизонтальные поручни по бокам от сидений и над ними, так и новые поручни по центру входной зоны, расходящиеся из одного вертикального снизу в четыре изогнутых вверху. У промежуточных вагонов на месте ликвидированной кабины сиденья не устанавливались и была оборудована накопительная площадка. Под потолком были размещены информационные видеомониторы и камеры видеонаблюдения.
Всего было модернизировано 8 головных и 19 промежуточных вагонов. Из 8 головных и 8 промежуточных вагонов было образовано 4 четырёхвагонных состава (7097—7101—7106—7100,
7117—7114—7112—7098, 7120—7115—7126—7108, 7123—7122—7110—7124). Оставшиеся 11 промежуточных модернизированных вагонов (7099, 7102, 7104, 7105, 7107, 7109, 7111, 7113, 7116, 7118, 7125) были использованы для доукомплектации 11 модернизированных в 2008—2010 годах трёхвагонных составов 81-717М/714М до четырёхвагонной составности. Ещё два вагона с номерами 7103 и 7119 были сохранены в изначальном виде и выведены из эксплуатации.
Цельные составы Ема-502М получили новую окраску, отличающуюся от предшественников: основной цвет — белый, борта на уровне окон, центральная часть крыши и торцы под ней — тёмно-серые, с двумя серыми узкими полосами над и под окнами, окантовка лобовой части и двери — красные, а панели под лобовым стеклом — чёрные. Позднее поезда были перекрашены в новую схему — боковины на уровне окон стали более светлыми, а над и под ними появились более широкие красные полосы, сверху охватывающие также и часть крыши. Промежуточные вагоны, включённые в составы 81-717М/714М, получили соответствующую своим составам классическую бело-серо-красную окраску с изогнутыми красными полосами по бокам.

## В культуре

### Видеоигры
Модель воссоздана в дополнении (моде) «Metrostroi Subway Simulator» к игре «Garry's Mod» в Steam, функционирует в виде аддонов в Steam Workshop. Дополнение отличается от других симуляторов высокой реалистичностью.

### Телесериалы
Вагоны Ема-502/Ем-501/Емх-503 запечатлены в четвёртой серии первого сезона сериала «Литейный 4».